# Viverravus
Viverravus és un gènere extint de mamífers carnivoramorfs de la família dels viverràvids que visqueren a Àsia, Europa i Nord-amèrica entre el Paleocè inferior i l'Eocè mitjà. Se n'han trobat restes fòssils al Canadà, els Estats Units, França, Mèxic, Mongòlia, Portugal, el Regne Unit i la Xina. Un estudi basat en les dimensions dels ossos de les extremitats i altres parts de l'esquelet postcranial calculà que l'espècie V. acutus pesava uns 250 g, un valor molt baix en comparació amb la grandíssima majoria dels carnívors d'avui en dia. Segurament tenia la cua ben desenvolupada. Probablement no tenia un estil de vida arborícola, encara que podria haver-hi diferències en aquest sentit entre les diverses espècies que formen el gènere.